# 常澄站

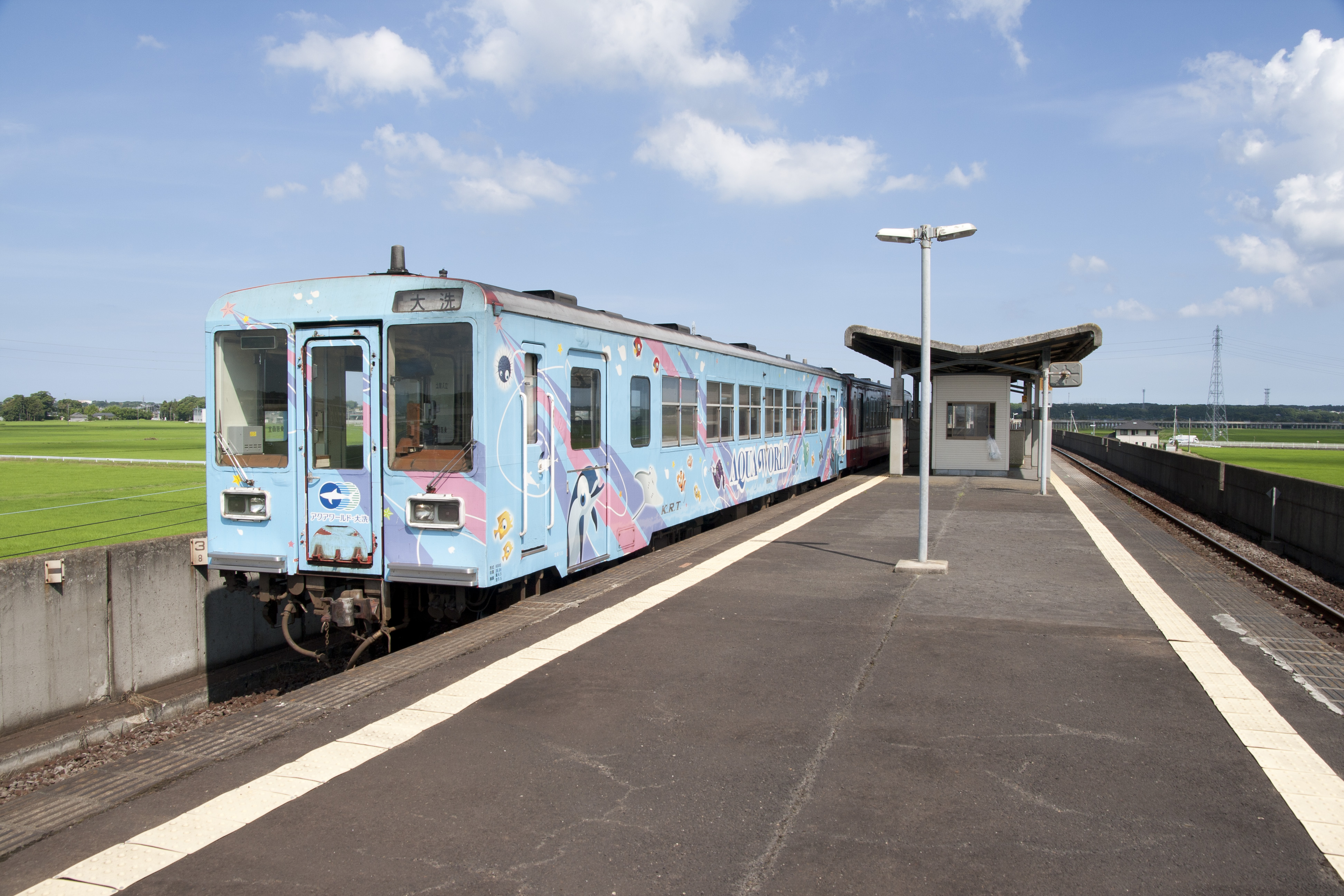
月台

常澄站（日语：／ Tsunezumi eki */?）是位於茨城縣水戶市鹽崎町3300番2號，鹿島臨海鐵道的大洗鹿島線車站。
此站位於水戶市東邊的位置，同為舊·常澄村中心車站。鄰近水戶市政廳常澄出張所、大串貝塚親睦公園、大串稻荷神社。

## 歷史
- 1985年（昭和60年）3月14日 - 大洗鹿島線開通，此站啟用。

## 車站構造
此站是高架車站，設有1面2線的島式月台。此站是無人車站。

### 月台
| 月台 | 路線        | 上下行 | 方向                 |
| ---- | ----------- | ------ | -------------------- |
| 1    | ■大洗鹿島線 | 下行   | 新鉾田、鹿島神宮方向 |
| 2    | ■大洗鹿島線 | 上行   | 水戶方向             |

## 在此站的運行形態
前述提及此站設有鹿島臨海鐵道總部和車廠。為大洗鹿島線在運行上為據點車站，約半數列車行走於此站至水戶之間。
- 上行（東水戶、水戶方向）
  - 日間設有大約每小時2班普通列車停靠[2]。
- 下行（大洗、新鉾田、鹿島神宮方向）
  - 日間設有大約每小時1-2班普通列車（前往鹿島神宮）停靠，早上和黃昏設有前往新鉾田的列車[2]。

## 使用狀況
在2018年度1日平均乘車人次為365人。
| 年度 | 一日平均 乘車人次 |
| ---- | ----------------- |
| 2002 | 519               |
| 2003 | 548               |
| 2004 | 551               |
| 2005 | 549               |
| 2006 | 517               |
| 2007 | 513               |
| 2008 | 524               |
| 2009 | 501               |
| 2010 | 486               |
| 2011 | 386               |
| 2012 | 405               |
| 2013 | 412               |
| 2014 | 396               |
| 2015 | 382               |
| 2016 | 399               |
| 2017 | 389               |
| 2018 | 365               |

## 車站周邊
車站附近為田園地帶。
- 常陸那珂海濱鐵道湊線那珂湊站 - 北方約2公里。
- 國道245號（日语：国道245号）
- 國道51號
- 東水戶道路水戶大洗交流道
- 茨城縣立水戶高等特別支援學校
- 水戶市立下大野小學
- 水戶市政廳（日语：水戸市役所）常澄出張所（舊·常澄村（日语：常澄村）公所）
- 常澄郵局
- 大串貝塚（日语：大串貝塚）親睦公園
- 那珂川

## 巴士路線
前往那珂湊站的茨城交通巴士路線在2015年3月31日取消。

## 相鄰車站
鹿島臨海鐵道
■大洗鹿島線
東水戶－常澄－大洗

## 注腳
1. ↑  常澄駅.鹿島臨海鉄道公式ホームページ （页面存档备份，存于）（日語）
2. 1 2  常澄駅時刻表.駅探（日語）

## 外部連結
- 常澄 | 鹿島臨海鐵道株式會社 （页面存档备份，存于）（日語）